# MTV Unplugged (Bob-Dylan-Album)
MTV Unplugged ist ein Livealbum des US-amerikanischen Musikers Bob Dylan, das 1995 von Columbia Records veröffentlicht und 2007 von Sony erneut aufgelegt wurde.
Es dokumentiert Dylans Auftritte in der damals populären Fernsehserie MTV Unplugged, die am 17. und 18. November 1994 in den Sony Music Studios in New York aufgenommen wurden. Es wurde zu Dylans kommerziell erfolgreichster Veröffentlichung der letzten Jahre und erreichte mit Gold-Status in den US-Charts Platz 23 und in Großbritannien Platz 10 der Charts.
Der Singer-Songwriter wollte ursprünglich mit einer Reihe von traditionellen Volksliedern auftreten. Jedoch konnten ihn seine Verhandlungspartner bei MTV davon überzeugen, lieber Klassiker aus seinen meist frühen Alben zu spielen.

## Titelliste
Alle Titel wurden von Bob Dylan geschrieben.
US-Veröffentlichung
1. Tombstone Blues – 4:54
2. Shooting Star – 4:06
3. All Along the Watchtower – 3:36
4. The Times They Are a-Changin’ – 5:48
5. John Brown – 5:22
6. Rainy Day Women #12 & 35 – 3:31
7. Desolation Row – 8:22
8. Dignity – 6:30
9. Knockin’ on Heaven’s Door – 5:30
10. Like a Rolling Stone – 9:09
11. With God on Our Side – 7:16

UK-Veröffentlichung
1. Tombstone Blues – 4:54
2. Shooting Star – 4:06
3. All Along the Watchtower – 3:36
4. The Times They Are a-Changin’ – 5:48
5. John Brown –  5:22
6. Desolation Row – 8:22
7. Rainy Day Women #12 & 35 – 3:31
8. Love Minus Zero/No Limit – 5:22
9. Dignity – 6:30
10. Knockin’ on Heaven’s Door – 5:30
11. Like a Rolling Stone – 9:09
12. With God on Our Side – 7:16

## Mitwirkende
- Bob Dylan – Gitarre, Gesang, Mundharmonika

zusätzliche Musiker
- Bucky Baxter – Dobro-, Pedal-Steel- und Steelgitarre
- Tony Garnier – Bassgitarre
- John Jackson – Gitarre
- Brendan O’Brien – Hammondorgel
- Winston Watson – Schlagzeug